# モルトケ級巡洋戦艦
| モルトケ級巡洋戦艦 | モルトケ級巡洋戦艦 |
| ------------------ | --- |
|                    | |
| 艦級概観           | |
| 艦種               | 巡洋戦艦 |
| 艦名               | 人名 |
| 前級               | フォン・デア・タン |
| 次級               | ザイドリッツ |
| 性能諸元           | |
| 排水量             | 常備：22,979 t |
| 全長               | 186.5 m |
| 全幅               | 29.5 m |
| 吃水               | 8.98 m |
| 機関               | シュルツ・ソーニクロフト式石炭専焼水管缶24基 +パーソンズ式低速タービン2基&高速タービン2基4軸推進 |
| 最大出力           | 52,000hp |
| 最大速力           | 25.5ノット |
| 航続距離           | 14ノット/4,120海里 |
| 乗員               | 1,053名 |
| 兵装               | 28 cm SK/L50(50口径)連装砲5基 15 cm SK/L45(45口径)単装砲12基 8.8 cm SK/L45(45口径)単装砲12基 50 cm水中魚雷発射管単装4門 |
| 装甲               | 舷側装甲：100～120～270mm（水線面）、 200mm（第一甲板舷側部）、 50mm(弾薬庫水線面下部)、 30mm（機関区水線面下部） 甲板装甲：50mm 主砲塔装甲： 230mm（前盾）、 200mm（側盾）、 170mm（後盾）、 130mm（天蓋） 副砲ケースメイト装甲： 150mm バーベット部：230mm 司令塔：350mm（前盾）、 250mm（側盾）、 -mm（後盾）、 60mm（天蓋） |

モルトケ級巡洋戦艦 (モルトケきゅうじゅんようせんかん　Große Kreuzer der Moltke-Klasse) はドイツ帝国海軍の巡洋戦艦。フォン・デア・タンの改良型。同型艦は2隻。

## 概要
試作艦的要素が濃かったフォン・デア・タンに引き続き、ドイツ帝国海軍として初の本格的巡洋戦艦タイプの大型巡洋艦の艦級である。このクラスでは対応する戦艦であるヘルゴラント級よりも一回り小さい主砲を採用することで、片舷砲力10門を確保した。英戦艦並みの重防御は健在である。
前級からの改良点として、後部主砲を背負式として1基を追加し、中心線上に計3基の主砲塔を配置する形態とした。船型については、船首楼を後部マスト付近まで延長し、長船首楼型となっている。
1番艦「モルトケ」は1911年9月30日竣工。地中海戦隊 (Mittelmeerdivision) 旗艦だった姉妹艦「ゲーベン」の機関を本国で修理するため、1914年10月をもって「モルトケ」が地中海戦隊に配備予定だったが、その前に第一次世界大戦が始まった。「モルトケ」は大洋艦隊 (Hochseeflotte) に所属し、ドッガー・バンク海戦、ユトランド沖海戦に参加した。1918年10月21日、スカパ・フローに到着して抑留される。1919年6月21日、スカパ・フローにて他のドイツ艦と共に自沈した（スカパ・フローでのドイツ艦隊の自沈）。
2番艦「ゲーベン」は1912年7月2日に竣工。年内に地中海戦隊に配備され、地中海に進出した。まだ平和だった頃、すでにオスマン帝国の首都イスタンブールに入港したこともある。1914年7月28日の世界大戦開始直後、「ゲーベン」とマクデブルク級軽巡洋艦「ブレスラウ」はイギリス地中海艦隊に追跡されて、コンスタンティノープルに逃げ込んだ。同地で2隻はオスマン帝国に譲渡され、8月16日をもって「ゲーベン」はオスマン帝国海軍の「ヤウズ・スルタン・セリム」となった。ただし2隻ともドイツ人将兵がそのまま乗り込み、ドイツ軍人の手によって運用を続けた。有力なドイツ艦2隻を入手したオスマン帝国海軍は、イギリス地中海艦隊やロシア帝国の黒海艦隊と苦しい戦いを続けた。ロシア帝国海軍がインペラトリッツァ・マリーヤ級戦艦を配備すると、ヤウズ（ゲーベン）といえども油断できなくなった。
第一次世界大戦後、トルコ共和国に引き渡されて「ヤウズ・セリム」と改名。つづいて「ヤウズ」と改名。第二次世界大戦時には機関部の改修、対空機銃の増設、後部マストの撤去を行っていたが、ドイツ帝国時代とほぼ同様の艦容を保っていた。1974年解体。